# Мари Д. Джоунс
Мари Д. Джоунс (на английски: Marie D. Jones) е американска сценаристка, продуцент, лекторка и писателка на произведения в жанра документалистика, фентъзи и хорър.

## Биография и творчество
Мари Д. Джоунс е родена на 12 октомври 1961 г. в САЩ. Баща ѝ, д-р Джон Савино, е геофизик. Започва да пише още като тийнейджър и е главен редактор на училищния вестник. След гимназията започва да пише за развлекателни списания. В продължение на две години следва журналистика, но напуска и се премества в Лос Анджелис.
Авторка е на над 20 документални книги на теми за бедствията, паранормалното, древните знания, неизвестни мистерии, НЛО и извънземни технологии, наблюдение и технологии, конспиративни теории, пропагандата и манипулирането на медиите, метафизика, духовност и авангардни науки, токсините в храната, архетипите и неизвестните аномалии, и др.
Създателка е на нова линия забавни списания, наречена „Attitudenals: Journals With Attitude“. Работи като сценарист и има от 2016 г. съсобствена продуцентска компания – „Where’s Lucy? Productions“ с Дениз А. Агню. Работи и като независим режисьор на късометражни филми.
Участва в сериалите на „History Channel“ „Древните извънземни“ и „Ефектът на Нострадамус“ и е била специален консултант по отвличане на НЛО в промоционалното видео за филма на Юнивърсъл Студиос „Четвъртият вид“. Над 15 години участва в полеви разследвания за Взаимната мрежа за НЛО.
Мари Д. Джоунс живее със семейството си в Сан Маркос, Калифорния.

## Произведения
частична библиография
- Silver Linings: Uplifting Thoughts (2001)
- Looking for God in All the Wrong Places (2003)
- A Time for Comfort	A Time for Comfort (2003)
- PSIence: How New Discoveries in Quantum Physics and New Science May Explain the Mysteries of Paranormal Phenomenom (2006)
- 100 Most Fascinating People in the Bible (2006)
- One-Minute Morning Devotions (2007)
- Supervolcano: The Catastrophic Event That Changed the Course of Human History: Could Yellowstone Be Next (2007) – с Джон Савино
- 2013: The End of Days or a New Beginning: Envisioning the World After the Events of 2012 (2008)
2013: краят на дните или ново начало? : предсказания, митове и научни теории за 2012 – последната година от календара на маите, и прогнози за развитието на света след нея, изд. „AMG Publishing“ (2009), прев. Калина Серафимова
- 11:11: The Time Prompt Phenomenon: The Meaning Behind Mysterious Signs, Sequences, and Synchronicities (2009)
- The Resonance Key: Exploring the Links Between Vibration, Consciousness, and the Zero Point Grid (2009) – с Лари Флексман
Нашето звуково минало – ролята на звука и резонанса в древните цивилизации, изд.: ИК „Бард“, София (2013), прев. Милко Стоименов
- Viral Mythology: How the Truth of the Ancients was Encoded and Passed Down through Legend, Art, and Architecture (2009)
- The Déjà vu Enigma: A Journey Through the Anomalies of Mind, Memory and Time (2010) – с Лари Флексман
Феноменът дежа вю : пътуване през аномалиите на съзнанието, паметта и времето, изд.: ИК „Кръгозор“, София (2012), прев. Людмила Андреева
- Destiny vs. Choice: The Scientific and Spiritual Evidence Behind Fate and Free Will (2011)
Съдба срещу свободна воля : кой държи кормилото на живота ни?, изд. „AMG“ (2012), прев. Венета Корнезова
- The Trinity Secret: The Power of Three and the Code of Creation (2011) – с Лари Флексман
Тайната на троицата : силата на числото три и кодът на Сътворението, изд. „Св. Климент Охридски“ (2011), прев. Сабина Маринова
- Who Owns God? The Battle Between Spirituality and Relgion (2012)
- This Book is From the Future: A Journey Through Portals, Relativity, Worm Holes, and Other Adventures in Time Travel (2012) – с Лари Флексман
- The Grid: Exploring the Hidden Infrastructure of Reality (2013) – с Лари Флексман
- Pocket Prayers for Women: Simple Prayers of Blessings (2014)
- The Power of Archetypes (2017)
- Demons, the Devil, and Fallen Angels (2017) – с Лари Флексман
- The Disaster Survival Guide: How to Prepare For and Survive Floods, Fires, Earthquakes and More (2018)
- Celebrity Ghosts and Notorious Hauntings (2019)

### Художествена литература

#### Самостоятелни романи
- Black Wolf, White Swan (2018)
- The Shapeshifter Stone (2020)
- 13 (2021)

#### Серия „EKHO“ (EKHO) – с Макс Джоунс
1. EKHO: Evil Kid Hunting Organization (2014)
2. Worldwide Alien Resistance (2018)

### Екранизации
- 2019 Kings Boulevard
- ?? Project Aurora – автор, продуцент
- ?? Graduation Afternoon – сценарий, продуцент